# Tinea flectella
Tinea flectella is een vlinder uit de familie van de echte motten (Tineidae). De wetenschappelijke naam van de soort werd in 1863 gepubliceerd door Francis Walker. De soort komt voor in Venezuela.